# Frontispice (arkitektur)
 For alternative betydninger, se Frontispice. (Se også artikler, som begynder med Frontispice)
Frontispice (fra fransk frontispice af latin frontispicium ordret 'det at se forsiden', af frons 'pande' og spicere 'se') eller fronton, lille frontispice, kaldes enhver gavl eller gavlagtig prydelse af klassisk antik art. Grundformen er den lave, trekantede tempelgavl (sammenlign med tympanon), som allerede antikken selv brugte dekorativt i mindre format, for eksempel på attiske gravsteler og senere som prydværk over døre og vinduer, i hvilket tilfælde frontispice i stedet for trekantet kunne gøres fladbuet; en vægdekoration i Eumachias hus i Pompeji er et af de ældste eksempler på rundede gavlfelter. Renæssancen genoptog motivet, især i mindre format, og fyldte gerne gavlfeltet med et hoved eller ornamenter (for eksempel på Christian 4.’s bygninger), og siden da har frontispice været et næsten uundværligt tilbehør i arkitektonisk dekoration. I 17.—18. århundrede kronedes bygningernes midtrisalitter regelmæssigt med trekantede eller runde, ofte relief smykkede frontispice, og barokstilens vilde retninger varierede frontispice-motivet med talrige forkrøppede og splittede afarter, medens nyklassicismen vendte tilbage til roligere former.